# Trochalus piger
Trochalus piger är en skalbaggsart som beskrevs av Frey 1970. Trochalus piger ingår i släktet Trochalus och familjen Melolonthidae. Inga underarter finns listade i Catalogue of Life.